# Nagasarete Airantou
Nagasarete Airantō (ながされて藍蘭島; lit. Cast Away…Airan Island) é uma série de mangá criada por akeshi Fujishiro.

## Enredo
Um dia, Ikuto tem uma briga com seu pai e, como resultado foge de casa, no calor do momento. Tudo estava indo bem até que ele embarcou num navio, mas então ele se descuidou e caiu no mar. Depois de encontrar a tempestade mais grave em cem anos, e passar muitos dias à deriva, ele chega aqui, no "Airantou". No entanto, esta ilha é um pouco estranha ... porque, esta é uma -ilha Airantou composto exclusivamente por meninas.